# فرسب

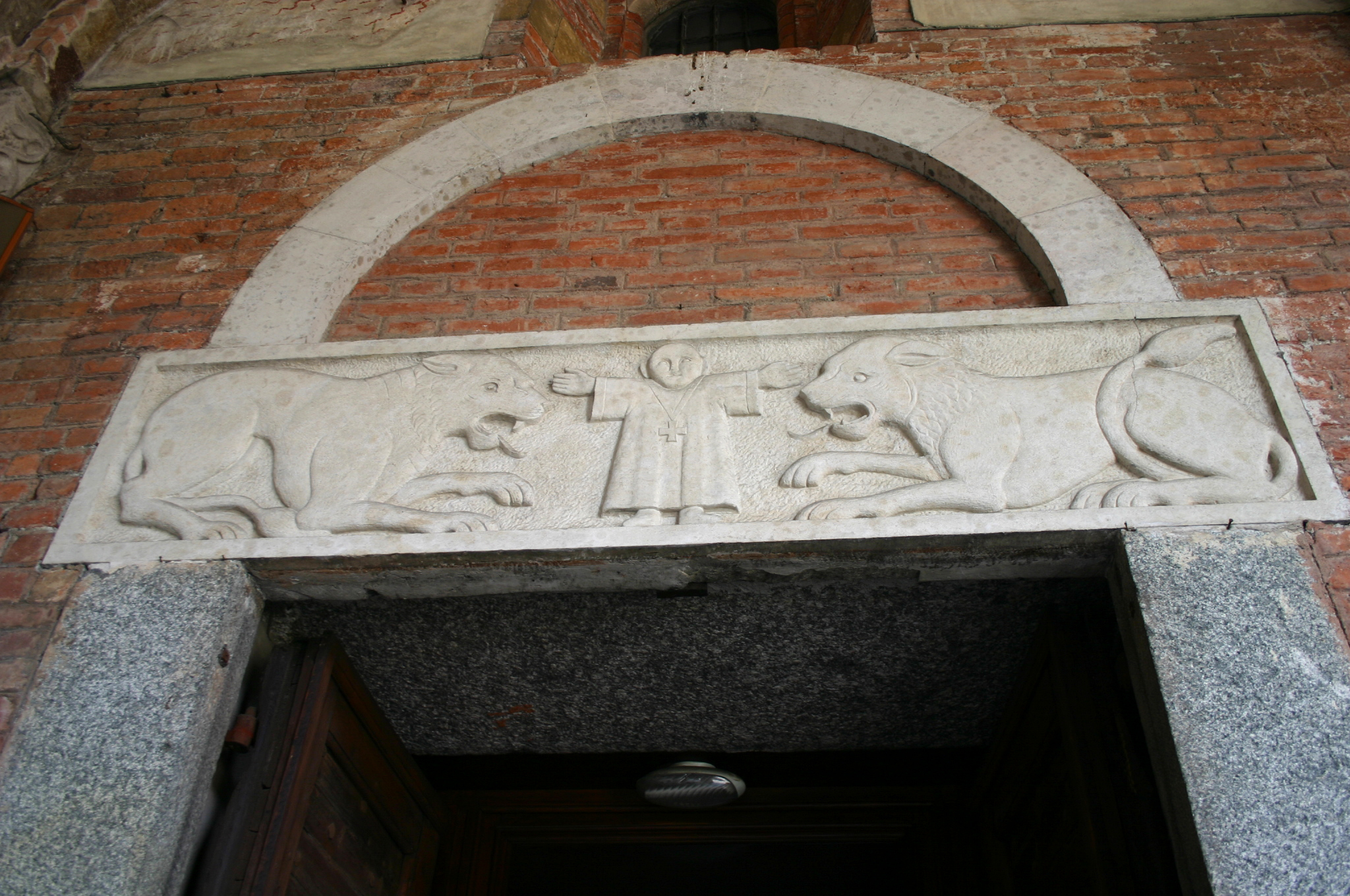
فرسب تزئین‌شده، درب ورودی سمت چپ کلیسای قدیم میلان، ایتالیا.

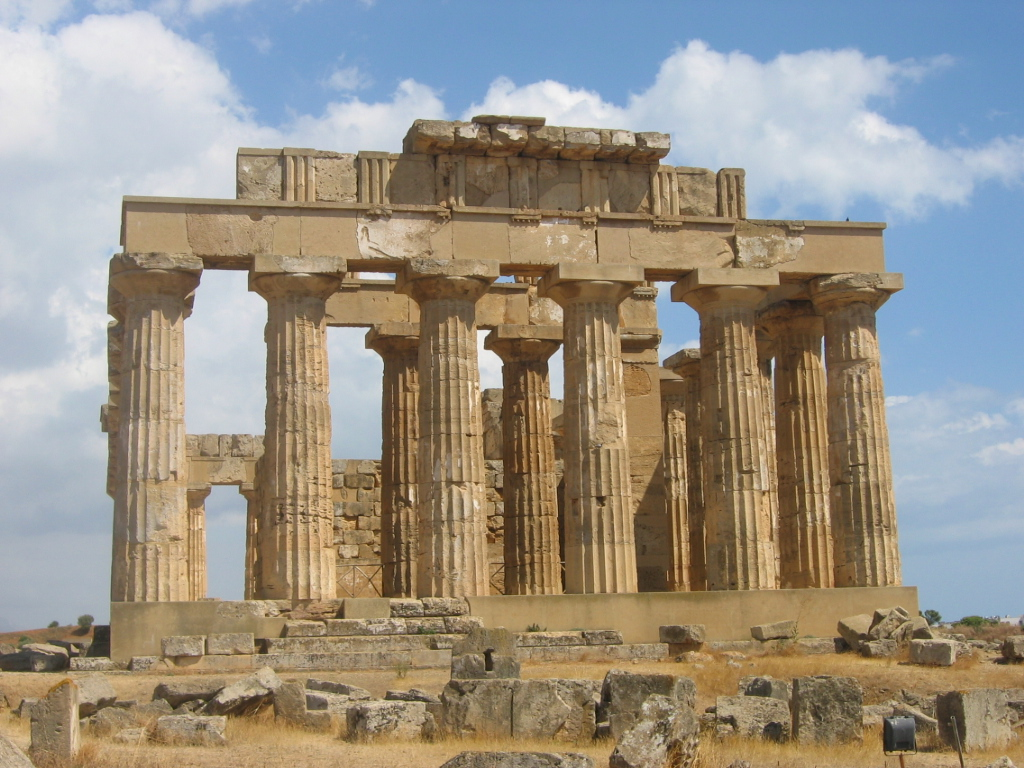
فرسب و افریز و ستون‌های زیر آنها در نیایشگاه سلینونته در جزیره سیسیل ایتالیا.

فَرَسب عضو افقی نمایان در معماری باستانی است که روی سرستون‌ها و زیر افریز (حاشیه افقی کتیبه) قرار دارد.
در معماری ایران باستان سر ستون‌های چندگانه‌ای (دالی (عقابی)، گاودیس، و کله‌شیری) می‌ساختند و روی این سر ستون‌ها را با پالارها و سپس فرسب می‌پوشاندند.
به فرسب‌هایی که بار سقف را بر پایه‌ها توزیع می‌کند معمولاً نعل درگاه گفته می‌شود.